# 罗德里戈·赫尔马德
罗德里戈·赫尔马德（西班牙語：Rodrigo Germade，1990年8月23日—），西班牙男子皮划艇运动员。他曾代表西班牙参加2016年和2020年夏季奥林匹克运动会皮划艇比赛，其中2020年奥运会获得一枚银牌。